# Premio TV - Premio regia televisiva 2011

Sigla della trasmissione

La cinquantunesima edizione del Premio Regia Televisiva, condotta da Fabrizio Frizzi con Hoara Borselli, si svolse al teatro Ariston di Sanremo il 20 marzo 2011 e fu trasmessa in diretta su Rai 1. La serata fu seguita da 4.897.000 telespettatori con uno share del 19,91%. L'orchestra è stata diretta dal Mº Antonio Palazzo.

## Premi

### Top Ten
- Festival di Sanremo 2011 (Rai 1)
- Chi l'ha visto? (Rai 3)
- Chiambretti Night (Canale 5)
- I migliori anni (Rai 1)
- Striscia la notizia (Canale 5)
- Ti lascio una canzone (Rai 1)
- Zelig (Canale 5)
- Filumena Marturano (Rai 1)
- Le Iene (Italia 1)
- Soliti ignoti - Identità nascoste (Rai 1)

#### Nomination
- Affari tuoi (Rai 1)
- La storia siamo noi (Rai 2)
- Report (Rai 3)
- Vieni via con me (Rai 3)
- Voyager (Rai 2)
- X Factor (Rai 2)
- Quarto grado (Rete 4)
- Porta a Porta (Rai 1)
- L'eredità (Rai 1)
- La vita in diretta (Rai 1)

### Miglior programma in assoluto
- Ti lascio una canzone (Rai 1)

### Miglior personaggio femminile
- Luciana Littizzetto

### Miglior personaggio maschile
- Claudio Bisio

### Personaggio rivelazione
- Belén Rodríguez

### Miglior fiction
- La leggenda del bandito e del campione (Rai 1)

### Miglior TG
- TG LA7